# Hatě (rozhledna)
Hatě je rozhledna nacházející v zábavním parku Excalibur City v Hatích u Znojma v okrese Znojmo.
Rozhledna byla postavena v roce 2001. Svojí dřevěnou konstrukcí a schodištěm objímá komín vzduchotechniky z nákupního centra. Zastřešená vyhlídková plošina je umístěna v 10 metrech na zemí. V roce 2004 byla rozhledna z technických důvodů uzavřena.